# 石川要三
石川 要三（いしかわ ようぞう、1925年〈大正14年〉7月6日 - 2014年〈平成26年〉6月21日）は、日本の政治家。位階は従三位。勲等は勲一等。
防衛庁長官（第49代）、衆議院議員（8期）、衆議院内閣委員長、東京都青梅市長（2期）、青梅市議会議員を務めた。

## 概要
東京府西多摩郡（現東京都青梅市）生まれ。旧制府立第二中学校（現東京都立立川高等学校）を経て1951年早稲田大学政治経済学部卒業後、西東京バス株式会社取締役、青梅市議会議員などを経て、1967年に青梅市長選挙で初当選した。1975年まで市長を2期務め、1976年に第34回衆議院議員総選挙に旧東京11区から立候補し、当選した（当選同期に愛知和男・鳩山邦夫・中村喜四郎・中島衛・西田司・池田行彦・堀内光雄・相澤英之・津島雄二・鹿野道彦・塚原俊平・中西啓介・与謝野馨・渡辺秀央・中川秀直・甘利正らがいる）。福田派を経て、鈴木派に所属。
1981年、鈴木善幸改造内閣で環境政務次官。1982年、第1次中曽根内閣で外務政務次官に就任。自民党国際局長、衆議院内閣委員長などを経て1990年、第2次海部内閣で防衛庁長官に任命され、初入閣。防衛庁長官在任中、私邸が放火による火事で全焼する被害に見舞われた。
1993年の第40回衆議院議員総選挙では次点で落選する。1996年、小選挙区比例代表並立制の導入に伴い、東京都第25区から立候補し、当選。1998年、宮澤派会長の宮澤喜一元首相は加藤紘一に派閥を禅譲したが、これに反発した河野洋平らが宮澤派を離脱し、大勇会を結成。石川も宮澤派を退会し、大勇会に参加した。2000年の第42回衆議院議員総選挙では東京25区で民主党の島田久を破り、再選を果たした。2003年の第43回衆議院議員総選挙には立候補せず、政界から引退した（東京25区の地盤は井上信治が継承）。
2002年11月の秋の叙勲で勲一等に叙され、瑞宝章を受章する。
2014年6月21日午前6時15分、肺炎による急性呼吸不全のため、東京都青梅市内の病院で死去した。88歳没。死没日付をもって、従三位に叙された。
世界連邦運動推進団体である世界連邦日本国会委員会の会長（第12代）および事務総長（第8代）を務めた。